# Universidade Nacional de Educação de Seul
A Universidade Nacional de Educação de Seul (SNUE) é uma universidade nacional situada em Seul, Coreia do Sul. Fundada em maio de 1946 com o nome de Escola Regular Pública Kyunggi, a instituição é a primeira universidade nacional especializada na formação de professores do ensino fundamental.

## Departamentos de graduação
- Departamento de Educação Ética
- Departamento de Educação da Língua Coreana
- Departamento de Educação em Estudos Sociais
- Departamento de Educação Elementar
- Departamento de Educação de Inglês
- Departamento de Primeira Infância e Educação Especial
- Departamento de Educação em Matemática
- Departamento de Educação em Ciências
- Departamento de Educação de Ciência & Tecnologia para a Vida
- Departamento de Educação em Computação
- Departamento de Educação Física
- Departamento de Educação da Música
- Departamento de Educação de Belas Artes